# John Cleese
John Marwood Cleese (Weston-super-Mare, 27 ottobre 1939) è un attore, comico, sceneggiatore, scrittore e produttore cinematografico britannico, noto per essere uno dei membri dei Monty Python.
Ha vinto premi BAFTA e Emmy, e ha ottenuto una candidatura all'Oscar alla migliore sceneggiatura originale per il film Un pesce di nome Wanda.

## Biografia

### Primi anni
Figlio unico dell'assicuratore Reginald Francis Cheese (che cambiò il cognome in Cleese entrando nell'esercito nel 1915) e Muriel Evelyn Cross, crebbe in un ambiente benestante. Si distinse a scuola sia negli studi sia nello sport. Uno dei suoi maggiori interessi era il programma comico radiofonico The Goon Show (1951-1960).
Insegnò per due anni alle scuole medie che aveva frequentato, prima di iniziare gli studi in Legge a Cambridge presso il Downing College, dove era in lista d'attesa per una borsa di studio. Qui si iscrisse alla compagnia teatrale universitaria Footlights, collaborando alla stesura del varietà I Thought I Saw It Move (1961), in cui recitava il giovane David Frost. L'anno successivo, in seguito alla laurea di quasi tutti i membri, entrò ufficialmente nel cast e nel comitato di scrittura dove cominciò la collaborazione con il neo-iscritto Graham Chapman, altro futuro Monty Python, con cui recitò nel varietà del 1962 Double Take!. Nella compagnia erano presenti altri futuri comici di professione tra cui Tim Brooke-Taylor.
Scrisse e recitò ancora nello spettacolo A Clump of Plinths (1963), che vinse l'Edinburgh Fringe e, con il nuovo titolo Cambridge Circus, tenne scena a Londra per quattro mesi. Nel frattempo Cleese si laureò in legge e, notato per aver scritto la maggior parte del materiale dello spettacolo, venne assunto come autore dalla BBC, "un lavoro più remunerativo che fare l'assistente in uno studio legale". Il materiale di Cambridge Circus venne riproposto, con integrazioni, in una serie radiofonica intitolata I'm sorry, I'll Read That Again interpretata dallo stesso cast. La serie divenne poi stabile e andò in onda (occasionalmente con Cleese) dal 1965 al 1974.
Nel 1964 lo spettacolo andò in tour in Nuova Zelanda e a Broadway, New York. Cleese rimase poi in America a lavorare in diversi spettacoli, e qui incontrò per la prima volta Terry Gilliam e l'attrice Connie Booth, sua futura moglie. Tornò a Londra chiamato da David Frost, per far parte degli autori del programma The Frost Report. Fece scritturare anche Graham Chapman con cui scrisse in coppia, e incontrò qui Marty Feldman, Brooke-Taylor e gli altri futuri Monty Python Eric Idle, Terry Jones e Michael Palin. Recitò in diversi sketch del programma, e ricevette ben presto ampi riconoscimenti come attore comico, a differenza di quanto succedeva nel teatro. Nonostante questo successo, suo padre continuava a spedirgli ritagli del The Daily Telegraph con offerte di lavoro in posti direttivi.
Nel 1966 Cleese si vide proporre da Frost la realizzazione di un programma autonomo, per il quale chiese la collaborazione di Chapman, Feldman e Brooke-Taylor. Il programma fu intitolato At Last the 1948 Show e andò in onda per due stagioni su ITV. Cleese, Chapman e Palin realizzarono per ITV anche uno speciale di due ore dal titolo How To Irritate People (1968).

### I Monty Python
Nel 1969 la BBC propose di realizzare un programma a cura del duo Cleese-Chapman e del gruppo della trasmissione Do Not Adjust Your Set Eric Idle, Michael Palin, Terry Jones e Terry Gilliam. Il programma fu chiamato Monty Python's Flying Circus e il successo fu tale che i sei vennero identificati da allora come i Monty Python.
Per evitare situazioni già vissute nei programmi precedenti, Cleese stabilì che ci fosse una sostanziale parità tra gli autori/attori, sottolineata dal fatto che i loro nomi apparissero tutti insieme e in ordine alfabetico alla fine di ogni puntata. Affrontò il programma con l'obiettivo di lasciarsi alle spalle le convenzioni più stantìe che caratterizzavano la scrittura comica negli anni '60, come il formato degli sketch e l'obbligo della battuta finale. Nelle trasmissioni a cui aveva lavorato, molto del materiale da lui scritto faceva ridere tutti i collaboratori ma veniva scartato perché poco convenzionale.
Cleese lavorò al Flying Circus per tre stagioni, scrivendo per la maggior parte delle volte con Chapman, il quale apportava modifiche surreali ai testi, scritti all'80% da Cleese. Ne è un esempio il famoso Sketch del Pappagallo, che in How To Irritate People trattava di un'automobile in panne e che Chapman ebbe l'idea di trasformare in un reclamo per un pappagallo "Blu Norvegese" morto.
Lo stile dei loro sketch era il più verbale del gruppo, spesso erano rappresentate discussioni molto articolate caratterizzate da lunghe liste di coloriti sinonimi. In genere erano descritte situazioni ordinarie che diventavano assurde per motivi oscuri, e coinvolgevano personaggi dall'incontenibile rabbia repressa, sia che fossero figure autoritarie, distinti borghesi con la bombetta o sciatte casalinghe. Lo stesso tratto emergeva nella recitazione di Cleese, anche quando interpretava personaggi scritti da altri.
Visto dai colleghi, Cleese era in effetti una persona molto disciplinata che raramente si lasciava andare. Non lo era comunque al punto di risultare antipatico, anzi questa sua caratteristica si rivelò importante nel funzionamento del gruppo. Inoltre, unita all'aria aristocratica e alla notorietà lo rendeva il membro ideale per rappresentare i Monty Python. Il desiderio di struttura e di rispetto dei tempi caratterizzavano i suoi sketch e il suo modo di lavorare in generale.
A partire dalla seconda metà della seconda serie del ‘‘Flying Circus’’, Cleese cominciò a percepire una certa ripetitività nel materiale prodotto dal gruppo. Non volle partecipare alla terza stagione, ma gli altri lo convinsero a farne metà, e finì per partecipare a tutti gli episodi, pur riconoscendo che gli sketch veramente originali scritti da lui e Chapman erano solo due o tre. Non partecipò poi alla quarta stagione. Prese parte invece a tutti i film del gruppo: E ora qualcosa di completamente diverso, Monty Python e il Sacro Graal, Brian di Nazareth, Monty Python - Il senso della vita. Partecipò inoltre ai molti spettacoli dal vivo dei Monty Python.
Negli anni del Flying Circus, ossia dal 1970 al 1973, Cleese fu rettore dell'Università di St. Andrews (Scozia, fondata nel 1413). Tra gli importanti cambiamenti che apportò ci fu l'assegnazione del ruolo di vice-rettore a un rappresentante eletto degli studenti. Nel 2014 i Pythons si ritrovarono dopo 31 anni dal loro ultimo film, dando vita al loro ultimo spettacolo: Monty Python Live (Mostly).

### Dopo i Python

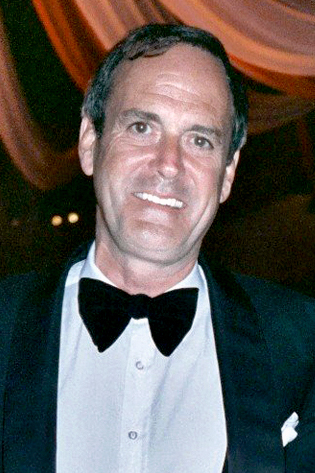
John Cleese ai Premi Oscar 1989

Nel 1975 Cleese scrisse con la moglie Connie Booth la sit-com Fawlty Towers, ambientata in un hotel inglese diretto da un nevrotico Basil Fawlty (da lui interpretato). Ai sei episodi se ne aggiunsero altri sei nel 1979. La sit-com vinse tre premi BAFTA e fu dichiarata miglior programma televisivo inglese di sempre dal British Film Institute nel 2000.
Partecipò a diversi altri programmi TV, tra cui il Muppet Show, così come a numerosi video educativi per businessman per la VideoArts. Recitò inoltre in numerosi film, sia in ruoli comici che drammatici. Nel 1988 scrisse e recitò nel film Un pesce di nome Wanda, accanto a Jamie Lee Curtis, Kevin Kline e Michael Palin. Il film fu un successo di pubblico e critica e fu candidato all'Oscar per la sceneggiatura. Nel 1989 Graham Chapman morì per le complicazioni di un cancro alla gola. L'elogio funebre di Cleese è divenuto leggendario per leggerezza e comicità. Con lo psicoterapeuta Robin Skynner scrisse due libri in forma di dialogo: Famiglia: come sopravvivere e Life and how to survive it.
Nel 1996 scrisse e recitò in un altro film, Creature selvagge, con lo stesso cast di Un pesce di nome Wanda. Il film però fu un flop. In seguito dichiarò che della sua vita rimpiangeva due cose: Creature selvagge e aver sposato Alyce Faye Eichelberger. Nel 1999 lo storico Q (Desmond Llewelyn) dei film di James Bond lo introdusse come suo futuro sostituto, "R", nel ruolo di esperto di "gadget". Lo interpretò prima ne Il mondo non basta e poi in La morte può attendere. Nel 2004 partecipa come narratore, nel finale del brano Chomolungma nell'album A Valid Path di Alan Parsons. Nel 2001 ha interpretato il ruolo di Nick Quasi-Senza-Testa nel film Harry Potter e la Pietra Filosofale, riprendendo la parte, l'anno successivo, in Harry Potter e la Camera dei Segreti.
Oltre che in diversi film e telefilm, ha recitato in diversi videogiochi tra cui Jade Empire e Starship Titanic. Ha portato in tour lo spettacolo John Cleese—His Life, Times and Current Medical Problems assieme alla figlia Camilla. Con lei sta scrivendo il musical di Un pesce di nome Wanda. Negli anni 2009-2010 ha portato in tour lo spettacolo Alimenti tour, il cui titolo si riferisce alla causa di divorzio dall'ultima moglie, Alyce Faye Eichelberger. Ha preso parte alla sit-com Will & Grace nel ruolo di Lyle Finster. Ha anche interpretato "Nick-Quasi-Senza-Testa", il fantasma di Grifondoro nei primi due film della saga di Harry Potter.
Nel 2019, all'età di 79 anni, è ancora sul palco per lo spettacolo di cabaret "Seven ways to skin an Ocelot", che lo porta fra l'altro nella città di Vienna. Nel suo monologo e poi nel dialogo con il cabarettista austriaco Michael Niavarani, spiega perché al mondo "non c'è nessuna speranza". Nello stesso anno partecipa al doppiaggio del film d'animazione Arctic - Un'avventura glaciale.

## Vita privata
Cleese si è sposato quattro volte ed ha avuto due figlie. Durante il soggiorno a New York, conobbe l'attrice Connie Booth che sposò nel 1968. I due ebbero una figlia, l'attrice Cynthia, nata il 17 febbraio 1971. Cleese e Booth divorziarono nel 1978, comunque rimanendo amici. Nel 1981 sposò l'attrice americana Barbara Trentham, da cui ebbe una figlia, Camilla, nata nel 1984. La coppia divorziò poi nel 1990. Si risposò nel 1992 con la psicoterapeuta Alyce Faye Eichelberger, per poi divorziare nel 2008.
In passato laburista, ha successivamente sostenuto il partito liberaldemocratico britannico. Nel 1999 il lord inglese Paddy Ashdown, del partito dei liberaldemocratici, gli offrì di diventare lord a sua volta e quindi di occupare un seggio al Parlamento inglese, appunto nella Camera dei lord. Ma Cleese, pur essendo un generoso finanziatore dei liberaldemocratici, declinò l'offerta, affermando che non avrebbe potuto onorare l'impegno di trascorrere tutti gli inverni a Londra.
Durante la crisi dei trasporti dovuta all'eruzione del vulcano Eyjafjallajökull nel 2010, fece scalpore facendosi portare in taxi da Oslo a Bruxelles, dove prese il treno Eurostar per Londra. La corsa, svolta su un percorso di 1500 km. costò 4000 € e richiese tre guidatori a turno.
In occasione delle elezioni presidenziali negli Stati Uniti del 2008 espresse sostegno al candidato democratico Barack Obama, donando 2300 $ alla sua campagna; Obama vincerà la tornata elettorale contro il rivale repubblicano John McCain. Si riferì ironicamente a Sarah Palin, esponente repubblicana candidata a ricoprire il ruolo di vicepresidente, dicendo: “Michael Palin non è più il Palin più comico”.
Nel 2016, durante la campagna per la Brexit, si schiera a favore dell'uscita del Regno Unito dall'Unione europea ("leavers"). Dopo la vittoria del Leave, viene rappresentato sulla copertina del giornale americano The New Yorker nel gesto caratteristico del famoso sketch "Il ministero delle camminate strambe", mentre s'incammina verso un burrone.
Vive a Montecito, in California, con la moglie, la disegnatrice di gioielli Jennifer Wade, che ha sposato nel 2012. Nel 2018 annuncia di voler lasciare definitivamente la Gran Bretagna per trasferirsi a Nevis, isola dei Caraibi, in polemica con la stampa inglese e con il tono del dibattito politico sulla Brexit.
Nel marzo 2015, in un'intervista a Der Spiegel, gli è stato chiesto se fosse religioso. Cleese ha affermato di non avere una grande considerazione della religione organizzata e ha detto di non essere impegnato in "nulla tranne la vaga sensazione che ci sia qualcosa di più in corso di quanto pensano i riduzionisti materialisti".
Cleese è alto 196 cm e parla correntemente il tedesco. L'asteroide 9618 Johncleese è chiamato così in suo onore.

## Filmografia

### Attore
- Interlude, regia di Kevin Billington (1968)
- La ruota di scorta della signora Blossom (The Bliss of Mrs. Blossom), regia di Joseph McGrath (1968)
- Le incredibili avventure del signor Grand col complesso del miliardo e il pallino della truffa (The Magic Christian), regia di Joseph McGrath (1969)
- Il club dei libertini (The Best House in London), regia di Philip Saville (1969)
- The Rise and Rise of Michael Rimmer, regia di Kevin Billington (1970)
- E ora qualcosa di completamente diverso (And Now for Something Completely Different), regia di Ian MacNaughton (1971)
- La statua (The Statue), regia di Rod Amateau (1971)
- Anyone For Sex? (1973)
- Romance with a Double Bass, regia di Robert Young (1974)
- Monty Python e il Sacro Graal (Monty Python and the Holy Grail), regia di Terry Gilliam e Terry Jones (1974)
- The Strange Case of the End of Civilisation as We Know It, regia di Joseph McGrath (1977)
- Brian di Nazareth (Monty Python's Life of Brian), regia di Terry Jones (1979)
- Giallo in casa Muppet (The Great Muppet Caper), regia di Jim Henson (1981)
- I banditi del tempo (Time Bandits), regia di Terry Gilliam (1981)
- Privates on Parade, regia di Michael Blakemore (1982)
- Monty Python Live at the Hollywood Bowl, regia di Terry Hughes (1982)
- Monty Python - Il senso della vita (Monty Python's The Meaning of Life), regia di Terry Jones (1983)
- Barbagialla, il terrore dei sette mari e mezzo (Yellowbeard), regia di Mel Damski (1983)
- Silverado, regia di Lawrence Kasdan (1985)
- Clockwise, regia di Christopher Morahan (1986)
- Un pesce di nome Wanda (A Fish Called Wanda), regia di Charles Crichton (1988)
- Erik il Vikingo (Erik the Viking), regia di Terry Jones (1989)
- Il grande regista (The Big Picture), regia di Christopher Guest (1989)
- Bullseye!, regia di Michael Winner (1990)
- Duca si nasce! (Splitting Heirs), regia di Robert Young (1993)
- Frankenstein di Mary Shelley (Mary Shelley's Frankenstein), regia di Kenneth Branagh (1994)
- Mowgli - Il libro della giungla (The Jungle Book), regia di Stephen Sommers (1994)
- Il vento nei salici (The Wind in the Willows), regia di Terry Jones (1996)
- Creature selvagge (Fierce Creatures), regia di Fred Schepisi e Robert Young (1997)
- Sperduti a Manhattan (The Out-of-Towners), regia di Sam Weisman (1999)
- Il mondo non basta (The World Is Not Enough), regia di Michael Apted (1999)
- Isn't She Great, regia di Andrew Bergman (2000)
- Quantum Project, regia di Eugenio Zanetti (2000)
- Rat Race, regia di Jerry Zucker (2001)
- Harry Potter e la pietra filosofale (Harry Potter and the Philosopher's (Sorcerer's) Stone), regia di Chris Columbus (2001)
- Pluto Nash (The Adventures of Pluto Nash), regia di Ron Underwood (2002)
- Harry Potter e la camera dei segreti (Harry Potter and the Chamber of Secrets), regia di Chris Columbus (2002)
- La morte può attendere (Die Another Day), regia di Lee Tamahori (2002)
- Charlie's Angels - Più che mai (Charlie's Angels: Full Throttle), regia di McG (2003)
- BancoPaz (Scorched), regia di Gavin Grazer (2003)
- Il giro del mondo in 80 giorni (Around the World in 80 Days), regia di Frank Coraci (2004)
- Il diario di Jack (Man About Town), regia di Mike Binder (2006)
- Ultimatum alla Terra (The Day the Earth Stood Still), regia di Scott Derrickson (2008)
- La Pantera Rosa 2 (The Pink Panther 2), regia di Harald Zwart (2009)
- Spud, regia di Donovan Marsh (2010)
- Un anno da leoni (The Big Year), regia di David Frankel (2011)
- God Loves Caviar, regia di Yannis Smaragdis (2012)
- Spud 2: The Madness Continues, regia di Donovan Marsh (2013)
- Spud 3: Learning to Fly, regia di John Barker (2014)
- Monty Python Live (Mostly), regia di Eric Idle (2014)
- Un'occasione da Dio (Absolutely Anything), regia di Terry Jones (2015)
- Albion: The Enchanted Stallion, regia di Castille Landon (2016)
- Clifford - Il grande cane rosso (Clifford the Big Red Dog), regia di Walt Becker (2021)
- Natale con il babbo, regia di Philippe Martinez (2021)
- The Palace, regia di Roman Polański (2023)

### Televisione
- The Frost Report, 28 episodi (1966-67)
- At Last the 1948 Show, 13 episodi (1967)
- How to Irritate People, film TV (1968)
- Agente speciale, episodio La sai quella dei due amici che (1968)
- Il circo volante dei Monty Python, 45 episodi (1969-74)
- Sez Les, 18 episodi (1974)
- Monty Python's Fliegender Zirkus (1972)
- The Goodies, episodio The Goodies and the Beanstalk (1973)
- Comedy Playhouse, episodio Elementary, My Dear Watson (1973)
- Fawlty Towers, serie TV, 12 episodi (1975-79)
- Muppet Show, 1 episodio (1977)
- Ripping Yarns, episodio Golden Gordon (1979)
- To Norway, Home of Giants, film TV (1979)
- Doctor Who, episodio City of Death (1979)
- The Secret Policeman's Ball, TV show (1979)
- The Taming of the Shrew, film TV (1980)
- Whoops Apocalypse, 3 episodi (1982)
- Cin cin, episodio Simon Says (1987)
- True Stories: Peace in our Time?, film TV (1988)
- Last of the Summer Wine, episodio Welcome to Earth (1993)
- Una famiglia del terzo tipo, 4 episodi (1998, 2001)
- Casper & Mandrilaftalen, episodio 2.2 (1999)
- The Human Face, 4 episodi (2001)
- Wednesday 9:30 (8:30 Central), 12 episodi (2002)
- House of Mouse - Il Topoclub, 4 episodi (2002)
- Will & Grace, serie TV, 6 episodi (2003-2004)
- Wine for the Confused, documentario (2004)
- Batteries Not Included, 6 episodi (2008)
- We Are Most Amused, TV show (2008)
- Entourage, episodio Lose Yourself (2010)
- Whitney, 2 episodi (2012-13)
- Over the Garden Wall - miniserie TV, 2 episodi (2014)
- Speechless, 2 episodi (2018)
- Hold the Sunset, serie TV (2018-in corso)

### Doppiatore
- Fievel conquista il West (An American Tail: Fievel Goes West) (1991)
- L'incantesimo del lago (1994)
- George re della giungla...? (George of the Jungle) (1997)
- Il bianco Natale di Topolino - È festa in casa Disney (2001)
- Topolino & i cattivi Disney (2002)
- Pinocchio (2002) – Grillo Parlante (interpretato da Peppe Barra) nella versione in inglese
- Shrek 2 (2004)
- Valiant - Piccioni da combattimento (Valiant) (2005)
- La tela di Carlotta (Charlotte's Web) (2006)
- Shrek terzo (Shrek the Third) (2007)
- Planet 51 (2009)
- Shrek e vissero felici e contenti (2010)
- Fable 3 (2010)
- Winnie the Pooh - Nuove avventure nel Bosco dei 100 Acri (2010) – narratore
- Un anno da leoni (The Big Year), regia di David Frankel (2011) – narratore
- A Liar's Autobiography: The Untrue Story of Monty Python's Graham Chapman (2012)
- Planes, regia di Klay Hall (2013)
- Un'occasione da Dio (Absolutely Anything), regia di Terry Jones (2015)
- Trolls, regia di Mike Mitchell e Walt Dohrn (2016)
- C'era una volta il Principe Azzurro (Charming), regia di Ross Venokur (2018)
- Arctic - Un'avventura glaciale (Arctic Dogs), regia di Aaron Woodley (2019)

### Sceneggiatore
- Le incredibili avventure del signor Grand col complesso del miliardo e il pallino della truffa (The Magic Christian) (1969)
- The Rise and Rise of Michael Rimmer (1970)
- E... ora qualcosa di completamente diverso (And Now for Something Completely Different) (1971)
- Romance with a Double Bass (1974)
- Monty Python e il Sacro Graal (Monty Python and the Holy Grail) (1974)
- Brian di Nazareth (Monty Python's Life of Brian) (1979)
- Monty Python - Il senso della vita (Monty Python's The Meaning of Life) (1983)
- Un pesce di nome Wanda (A Fish Called Wanda) (1988)
- Creature selvagge (Fierce Creatures) (1996)

## Premi e riconoscimenti

### Vinti
- 1987: Primetime Emmy Awards - Miglior attore ospite in una serie comica per Cin cin
- 1987: Evening Standard British Film Awards - Peter Sellers Award for Comedy per Clockwise
- 1989: BAFTA al miglior attore per Un pesce di nome Wanda
- 1989: Nastro d'argento europeo per Un pesce di nome Wanda
- 1989: David di Donatello per la migliore sceneggiatura straniera per Un pesce di nome Wanda
- 2002: Banff World Media Festival - Sir Peter Unistov Award
- 2017: Sarajevo Film Festival - Honorary Heart of Saravejo Award

## Doppiatori italiani
Nelle versioni in italiano delle opere in cui ha recitato, John Cleese è stato doppiato da:
- Giorgio Lopez in Brian di Nazareth (ridoppiaggio DVD), Monty Python - Il senso della vita (ridoppiaggio DVD), Silverado, Un pesce di nome Wanda, Creature selvagge, Il mondo non basta, Rat Race, Pluto Nash, La morte può attendere, Charlie's Angels - Più che mai, Il giro del mondo in 80 giorni, Il diario di Jack, La Pantera Rosa 2, Entourage
- Michele Kalamera in La bisbetica domata, Mowgli - Il libro della giungla
- Sandro Iovino in Erik il Vikingo, Duca si nasce!
- Dario Penne in Harry Potter e la pietra filosofale, Harry Potter e la camera dei segreti
- Francesco Vairano in Monty Python's Flying Circus, Giallo in casa Muppet
- Mario Cordova in E ora qualcosa di completamente diverso e in Brian di Nazareth
- Carlo Reali in BancoPaz e in Will & Grace
- Adalberto Maria Merli in Le incredibili avventure del signor Grand col complesso del miliardo e il pallino della truffa
- Romano Malaspina in Monty Python e il Sacro Graal
- Pino Caruso in Monty Python e il Sacro Graal (Soldato francese)
- Manlio De Angelis ne I banditi del tempo
- Massimo Venturiello in Barbagialla, il terrore dei sette mari e mezzo
- Paolo Buglioni in Monty Python - Il senso della vita
- Sergio Fiorentini in Monty Python - Il senso della vita (Morte)
- Osvaldo Ruggeri in Frankenstein di Mary Shelley
- Luciano Melani in Sperduti a Manhattan
- Luciano De Ambrosis in Ultimatum alla Terra
- Gianni Giuliano in Speechless
- Carlo Valli in Clifford - Il grande cane rosso
- Gino La Monica in Natale con il babbo
- Massimo Lopez in The Palace
- Danilo De Girolamo in Muppet Show (ridoppiaggio 2007)
- Oliviero Dinelli in Muppet Show (ridoppiaggio 2021)
- Glauco Onorato in Brian di Nazareth (Re Magio)
- Michele Gammino in Monty Python - Il senso della vita (ridoppiaggio; Morte)

Da doppiatore è sostituito da:
- Giorgio Lopez in Shrek 2, Shrek terzo, Shrek e vissero felici e contenti, Fable III, A Liar's Autobiography: The Untrue Story of Monty Python's Graham Chapman, Trolls
- Michele Kalamera in Mickey Mouse Works, House of Mouse - Il TopoClub, Winnie the Pooh - Nuove avventure nel Bosco dei 100 Acri
- Marco Mete in Fievel conquista il west, L'incantesimo del lago
- Enzo Garinei in George re della giungla...?, George re della giungla 2
- Mino Caprio ne Il budino magico, Valiant - Piccioni da combattimento
- Carlo Reali in Topolino & i cattivi Disney
- Dario Penne ne La tela di Carlotta
- Vittorio Stagni in Planet 51
- Dante Biagioni in Un anno da leoni
- John Peter Sloan in Planes
- Elda Olivieri in Over the Garden Wall - Avventura nella Foresta dei Misteri (Adelaide)
- Giorgio Melazzi in Over the Garden Wall - Avventura nella foresta dei misteri (Quincy Endicott)
- Giovanni Petrucci in Un'occasione da Dio
- Alessandro Quarta in C’era una volta il Principe Azzurro
- Stefano De Sando in Arctic - Un'avventura glaciale, Igor